# Romodan
Romodan (ukrainien : Ромодан, russe : Ромодан) est une commune urbaine de l'oblast de Poltava, en Ukraine. Elle compte 2 701 habitants en 2021.